# Quimera (virus)
Una quimera o virus quimèric és un virus que conté material genètic derivat de dos o més virus diferents. Està definit pel Centre de Biologia Veterinària (part del Servei d'Inspecció de Sanitat Animal i Vegetal del Departament d'Agricultura dels Estats Unts) com un «nou microorganisme híbrid creat per la unió de fragments d'àcid nucleic de dos o més microorganismes diferents en els quals cadascun d'almenys dos dels fragments contenen gens essencials necessaris per a la replicació». El terme quimera genètica ja s'havia definit com a un organisme individual el cos del qual conté poblacions cel·lulars de diferents zigots o un organisme que s'ha desenvolupat a partir de porcions de diferents embrions. S'han creat flavivirus quimèrics en un intent de fer noves vacunes vives atenuades.

## Etimologia
En la mitologia, una quimera és una criatura com ara un hipogrif o un grifó formada a partir de parts de diferents animals, d'aquí el nom d'aquests virus.

## Com a fenomen natural
Els virus es classifiquen en dos tipus: d'ADN o d'ARN. En els procariotes, la gran majoria dels virus tenen genomes d'ADN de doble cadena (ds, de l'anglès double-stranded), amb una minoria important de virus d'ADN monocatenari (ss, de l'anglès single-stranded) i només una presència limitada de virus d'ARN. En canvi, en els eucariotes, els virus d'ARN representen la majoria de la diversitat de viromes, tot i que també són freqüents els virus de l'ssDNA i dsDNA.
El 2012, es va descobrir inesperadament el primer exemple d'un virus híbrid ARN–ADN d'origen natural durant un estudi metagenòmic de l'ambient àcid extrem del llac Boiling Springs que es troba al parc nacional volcànic de Lassen, a Califòrnia. El virus es va anomenar BSL-RDHV (de l'anglès Boiling Springs Lake RNA DNA hybrid virus). El seu genoma està relacionat amb un circovirus d'ADN, que sol infectar ocells i porcs, i un tombusvirus d'ARN, que infecta plantes. L'estudi va sorprendre els científics, perquè els virus d'ADN i ARN varien i no es va entendre com es va unir la quimera.
També s'han trobat altres quimeres víriques, i el grup es coneix com a virus CHIV (virus quimèrics).

## Com a arma biològica
La combinació de dos virus patògens augmenta la letalitat del nou virus. Per això hi ha hagut casos en què els virus quimèrics s'han considerat per utilitzar-los com a arma biològica. Per exemple, a finals de la dècada de 1980 i principis de la dècada de 1990, el Projecte Quimera de la Unió Soviètica va intentar combinar l'ADN del virus de l'encefalitis equina veneçolana i el virus de la verola per una banda, i per una altra, el virus de l'Ebola i el virus de la verola. fins i tot davant del decret de Boris Eltsin de l'11 d'abril de 1992.
També s'ha estudiat una combinació del virus de la verola i del virus de la verola del mico.

## Com tractament mèdic
Hi ha estudis que han demostrat que els virus quimèrics també es poden utilitzar per obtenir-ne beneficis mèdics. L'Administració d'Aliments i Fàrmacs (FDA, de l'anglès Food and Drug Administration) dels Estats Units va aprovat l'ús del receptor d'antigen quimèric (CAR, de l'anglès chimeric antigen receptor) per tractar el limfoma no de Hodgkin en recaiguda. En introduir un receptor d'antigen quimèric a les cèl·lules T, les cèl·lules T es tornen més eficients per identificar i atacar les cèl·lules tumorals. També hi ha estudis per crear una vacuna quimèrica contra quatre tipus de virus del dengue.